# Otuke (district)
Le district d'Otuke est un district du nord de l'Ouganda. Sa capitale est Otuke (en).

## Histoire
Ce district a été créé en 2010 par séparation de celui de Lira.